# Borislav Gidikov
Borislav Gidikov, född 3 november 1965 i Pazardzjik, är en bulgarisk före detta tyngdlyftare.
Gidikov blev olympisk guldmedaljör i 75-kilosklassen i tyngdlyftning vid sommarspelen 1988 i Seoul.